# Zázrivá

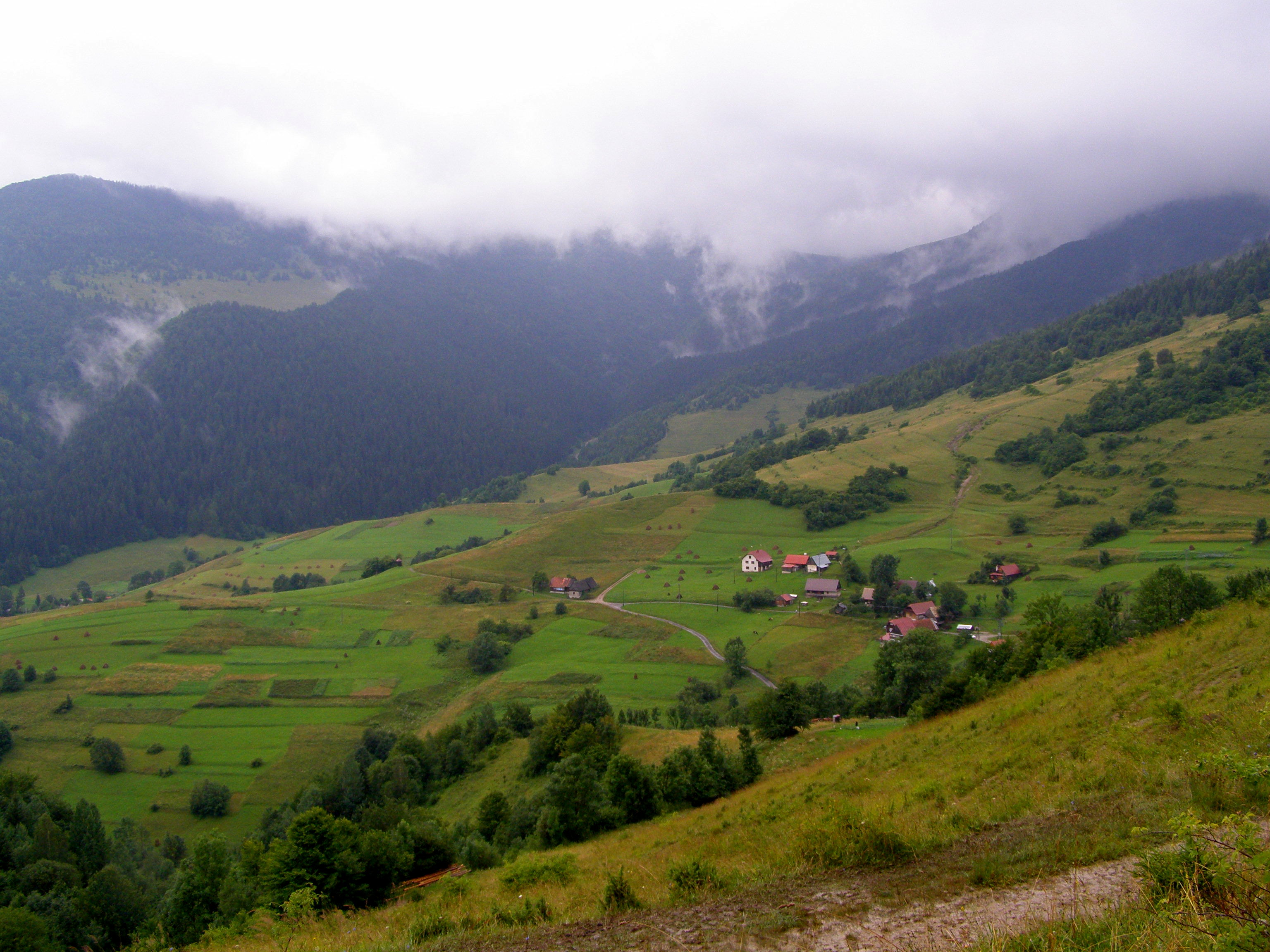
Zázrivá

Zázrivá (Hongaars: Zázriva) is een Slowaakse gemeente in de regio Žilina, en maakt deel uit van het district Dolný Kubín.
Zázrivá telt 2.736 inwoners.